# 琉璃蓝鹟
琉璃蓝鹟（学名：Cyanoptila cumatilis）又称白腹暗蓝鹟，是雀形目鹟科的一种鸟类。

## 特征
琉璃蓝鹟体重约22.5克，翼长约90.5毫米，嘴峰长约14.6毫米，喙宽度约4.7毫米，喙厚度约4.2毫米，跗蹠长约14.7毫米，尾长约59.2毫米。琉璃蓝鹟是候鸟，其栖息在密集的高大树木组成的森林中，食性为肉食性，主要食物来源是陆生无脊椎动物。

## 分布
繁殖于中国中部（西起陕西，东至北京，南至湖北西北部）；越冬范围知之甚少，但南至泰国南部到马来半岛一带有记录。